# Сесто Фиорентино
Сѐсто Фиорентѝно (на италиански: Sesto Fiorentino) е град и община в централна Италия, провинция Флоренция, регион Тоскана. Разположен е на 55 m надморска височина. Населението на общината е 49 085 души (към 2011 г.).